# Храм Василија Блаженог
Храм Василија Блаженог (рус. Храм Василия Блаженного; првобитно: Покровский собор, что на Рву) налази се на Црвеном тргу у Москви. Има карактеристичне шарене куполе. Најпознатији је московски храм и симбол Русије.
Изградњу цркве је наручио цар Иван IV Грозни и била је грађена између 1555. и 1561. године као сећање на  освајање Казанског каната. Цар Фјодор Иванович је 1588. додао капелу на источној страни изнад гроба Василија Блаженог, руског свеца по коме је црква названа. Црква се налази на југоисточном делу трга, преко пута куле Кремља Спаскаја. Црква је рађена по угледу на цркву у Коломескоју и на цркву у Ђакову.
У врту испред цркве се налазе бронзане статуе Дмитрија Пожарског и Кузме Минина који су ујединили руску добровољачку армију против пољских освајача у "Времену смутње" у касном шеснаестом и раном седамнаестом веку. Статуа је првобитно била постављена у центру Црвеног трга, али је совјетска влада преместила на садашње место 1936, јер је ометала одржавање парада.
Првобитна идеја је била да се изграде густо збијене капеле, свака посвећена једном свецу на чији је дан цар добио битку. Међутим, све је обједињено у једну велику цркву. Легенда каже да је Иван Грозни ослепио неимара Постника Јаковљева како ни за кога више не би изградио овако лепу грађевину.
Оригинална зграда, позната као црква Свете Тројице и касније катедрала Тројице, садржи осам цркава распоређених око девете, централне цркве Покрова Пресвете Богородице; Десета црква је подигнута 1588. године на гробу локалног свеца Василија Блаженог. У 16. и 17. веку, црква која се посматра као земаљски симбол небеског града, као што су се посматрале све цркве у византијском хришћанству, популарно је позната као Јерусалим и представљала је алегорију храма у Јерусалиму у годишњој паради поводом празника Цвети на којој су присуствовали Патријарх московски и све Русије и цар.
Зграда је обликована као пламен ломаче који се уздиже у небо, дизајн који нема паралелу у руској архитектури. Дмитриј Швидковски, у својој књизи Руска архитектура и Запад, тврди да "то није као ниједна друга руска зграда. Ништа слично не може се наћи у читавом миленијуму византијске традиције од петог до петнаестог века ... чудноватост која запањује неочекивано, сложено и сјајно преплитање многобројних детаља на његовом дизајну." Катедрала је предсказала врхунац руске националне архитектуре у 17. веку.
У склопу програма државног атеизма, црква је одузета од руске православне заједнице у склопу антитеистичких кампања Совјетског Савеза и деловала је као дивизија Државног историјског музеја од 1928. Била је потпуно секуларизована 1929. године и остала је федерална имовина Руске Федерације. Црква је од 1990. године део УНЕСКО-ве Светске баштине Московског кремља. Она се у ствари ни не налази у Кремљу, али је често приказивана у западним медијима као визуелна метонимија за Русију током Хладног рата.

## Изградња под владавином Ивана Грозног
Место цркве је историјски била прометна пијаца између капије Светог Фрола (касније Спаситељске капије) Московског кремља и одводне посаде. Центар пијаце је црква Свете Тројице која је изграђена од истог белог камена као и Кремљ Дмитрија Донског (1366—68) и његових цркава. Цар Иван Грозни означио је сваку победу Руско-Казанског рата постављањем дрвене спомен-цркве поред зидина Цркве Свете Тројице, све до краја његове астраханске кампање. Према Никоновој хроници, у јесен 1554. године цар Иван је наредио изградњу дрвене цркве на истој локацији, "на рову". Годину дана касније, Иван Грозни је наредио изградњу нове камене цркве на месту Цркве Свете Тројице која би одала почаст његовим кампањама. Посвећеност цркве војној победи је била "велика иновација". Постављање цркве изван зидова Кремља била је политичка изјава у корист посадних људи и наследних бољара.
Идентитет архитекте није познат. Традиција тврди да су цркву саградила двојица архитеката, Барма и Постник. Званични руски регистар културног наслеђа наводи имена "Барма и Постник Јаковљев". Истраживачи су предложили да се оба имена односе на исту особу, Постник Јаковљев или Иван Јаковљевич Барма (Варфоломеј). Легенда каже да је Иван Грозни ослепео архитекту како не би могао поново да направи ремек-дело на другим местима, иако је прави Постник Јаковљев био активан бар до 1560-их. Постоје докази да је конструкција обухватала каменорезне зидове из Пскова и немачких земаља.
- Црвени трг, почетком 17. века
- План Храма Василија Блаженог

## Архитектонски стил
Због тога што црква нема аналогије, у претходној, савременој или каснијој архитектури московске и византијске културне традиције уопште; спорни су извори који су инспирисали Барму и Постника. Ежен Виоле ле Дик одбацио је мишљење да постоје европски корени у изградњи катедрале; према његовим речима, лукови су били византијски и на крају азијски. Модерна "азијска" хипотеза сматра да је катедрала рекреација џамије Колшариф, коју су руске трупе уништиле након опсаде Казана.
Руски писци деветнаестог века, почевши од Ивана Забелина, истакли су утицај народних цркава руског севера. Историчар Давид Ваткин је такође писао о мешавини руских и византијских корена, називајући катедралу "врхунцем" руске народне дрвене архитектуре.
Московско академско издање "Споменици архитектуре у Москви" сматра да је црква, највероватније, производ комплексне интеракције различитих руских традиција дрвене и камене архитектуре, са неким елементима позајмљеним од Италијана из Москве. Конкретно, стил зидова у трезорима је италијански.

## Распоред
Уместо да се прати изворни аd hoc распоред (седам цркава око централног језгра), Иванове архитекте су се определиле за симетрични план пода са осам цркава са стране, око језгра, који представљају "темељно кохерентан, логичан план" упркос погрешном последњем "појму структуре без лишавања или разлога" под утицајем сећања на ирационалне злочине Ивана Грозног. Централно језгро и четири веће цркве смештене на четири главне тачке компаса су осмоугаоне; четири дијагонално постављене мање цркве су квадратне, иако је њихов облик једва видљив кроз каснија реновирања. Веће цркве стоје на масивним темељима, док су мање постављене на подигнуту платформу, као да се крећу изнад земље.
Иако су бочне цркве постављене у савршеној симетрији, катедрала у целини није. Већа централна црква је намерно померена на запад од геометријског центра бочних цркава, како би прилагодила своју већу апсиду на источној страни. Као резултат ове суптилне прорачунате асиметрије, када се гледа са севера и југа представља сложени вишексекцијски облик, док западна фасада, која је окренута према Кремљу, изгледа правилно симетрично и монолитно. Последња перцепција је поткрепљена захваљујући машикулацији у стилу тврђаве и кружном венцу западне цркве Уласка у Јерусалим, приказујући стварна утврђења Кремља.
Унутар композитне цркве је лавиринт уских ходника и вертикалних цилиндара цркава. Највећа, централна црква је висока 46 m, али има површину од само 64 m2 (690 sq ft). Ипак, она је шира од цркве у Коломенскоје, са изузетно дебелим зидовима. Коридори су функционисали као унутрашња парвиса; Западни коридор је украшен јединственим равних плафонским таваном, који је удвостручен као нартекс.
Одвојени звоник оригиналне цркве Свете Тројице стајао је југозападно или јужно од главне структуре. Планови крајем 16. и почетком 17. века приказују једноставну структуру са три кровна шатора, највероватније прекривени лимом. Ниједна зграда ове врсте није преживела до данас.

## Структура
Темељи, како је било традиционално у средњовековној Москви, изграђени су од белог камена, а цркве су саграђене од црвене опеке (28 cm × 14 cm × 8 cm (11,0 in × 5,5 in × 3,1 in)), затим је стављан релативно нов материјал (прва атестирана опека у Москви, на новом зиду Кремља, започета је 1485). Истраживања структуре показују да је ниво подрума савршено усклађен, што указује на професионално цртање и мерење, али сваки следећи ниво постаје све мање и мање регуларан. Рестауратори који су мењали делове опеке од 1954. до 1955. године открили су да масивни зидови од цигала скривају унутрашњи дрвени оквир који држи читаву висину цркве. Овај оквир, направљен од детаљно везаних танких шипки, постављен је као просторни модел будуће катедрале и тада је постепено затворен у чврсте зидове.
Градитељи, фасцинирани флексибилношћу нове технологије, користили су циглу као декоративни медиј, како унутра тако и споља, остављајући опеку отвореном што више, колико је могуће; када је локација захтевала коришћење камених зидова, они су украшени са опеком осликаном преко штукатуре. Главна новост коју је црква представила била је употреба стриктно "архитектонских" средстава спољашњих украса. Скулптура и свети симболи постављени у ранијој руској архитектури потпуно недостају; цветни орнаменти су касније додати. Уместо тога, црква се поноси разноликошћу тродимензионалних архитектонских елемената уклесаних у циглама.

## Боја
Црква је стицала своје данашње живописне боје у неколико фаза од 1680-их до 1848. године. Руски однос према бојама у 17. веку променио се у корист светлих боја; Уметност икона и мурала доживеле су експлозиван раст у бројним доступним сликама, бојама и њиховим комбинацијама. Оригинална схема боја, којој су недостајале ове иновације, била је далеко мање изазовна.
Зидови цркве су од црвене цигле или обојене имитације цигле са белим орнаментима, у приближно једнаком односу. Куполе, прекривене лимом, биле су равномерно позлаћене, стварајући свеукупну, али прилично традиционалну комбинацију белих, црвених и златних боја. Умерена употреба зелених и плавих керамичких уметака, омогућила је изглед дуге, као што је описано у Библији.
Док се историчари слажу о бојама купола из 16. века, њихов облик је споран. Борис Единг је написао да су највероватније имале исти облик лука као и данашње куполе.

## Развој

### 1583–1596.
Првобитна црква Свете Тројице је изгорела 1583. године и била је обновљена до 1593. године. Девето светилиште, посвећено Василију Блаженом (1460—1552), додато је 1588. године поред североисточног светилишта Три патријарха. Још један локалац, Иван Благословени, сахрањен је на црквеној основи 1589. године; Светионик поводом његовог сећања, основан је 1672. године унутар југоисточне аркаде.

### 1680–1683.
Друга, и најзначајнија, серија поновног расклапања и експанзије била је у периоду од 1680. до 1683. године. Девет цркава су задржале свој изглед, али додаци у аркади приземља и платформе на првом спрату били су толико темељни да је Николај Брунов реконструисану композитну цркву сматрао "новом" зградом и самосталним радом који је укључивао "стару" цркву Свете Тројице. Оно што је некада била група девет независних цркава на заједничкој платформи, сада је постала монолитни храм.
Раније отворене приземне аркаде биле су испуњене зидовима од цигле; у новом простору смештени су олтари из тринаест бивших дрвених цркава подигнутих на месту Иванових погубљења на Црвеном тргу. Дрвена склоништа изнад платформе на првом спрату и степеништа (која су била узрок честих пожара) обновљене су са циглама.
Стари порушени звоник је срушен; квадратни подрум је поново искоришћен за нови звоник. Високи кров на коме се налази овај звоник, изграђен у народном стилу током владавине Алексеја I, значајно је променио изглед катедрале, додајући снажну асиметричну противтежу самој цркви. Ефекат је најизраженији на јужним и источним фасадама, иако је звоник довољно велики да се види са запада.
Први украсни мурали у катедрали појавили су се у истом периоду, почевши од цветних украса унутар нових галерија; куле су задржале свој изворни облик зидова. Коначно, 1683. године црква је украшена плочастим венцем, у жутој и плавој боји, са писаном историјом цркве у старословенском фонту.

### 1737–1784.
Године 1737, огромна ватра је оштетила цркву, а касније ју је обновио Иван Мичурин. Написи направљени 1683. године уклоњени су током ремонта 1761-84. Храм је добио своје прве фигуративне мурале унутар цркава; сви спољни и унутрашњи зидови прва два спрата покривени су цветним украсима. Звоник је повезан са црквом кроз приземље; последњи остали отворени лукови бивше приземне аркаде били су попуњени током истог периода, уклањајући последње назнаке онога што је некада била отворена платформа која носи девет цркава Ивановог Јерусалима.

### 1800–1848.
Слике Црвеног трга Фјодора Алексејева, израђене 1800-02, показују да је до тог времена црква била затворена у очигледно хаотичном скупу пословних зграда; редови продавница "претворили су Црвени трг у дугуљасто и затворено поље." 1800. године простор између зида Кремља и цркве још је био окупиран шанцем који је предводио саму цркву., Шанац је попуњен због припрема за крунисање Александра I 1801. године. Француске трупе које су окупирале Москву 1812. године користиле су цркву за штале и опљачкале све што је било вредно узимања. Цркву је спасила Московска ватра (1812) која је сравнила Китај-город и донела неуспех трупама да га разнесу по Наполеоновом наређењу Унутрашњост је поправљена 1813. године, а екстеријер 1816. године. Уместо да се замене нестале керамичке плочице на главном делу, Црква је одлучила да га покрије лименим кровом.
Судбина непосредног окружења цркве је била предмет спора између градских планера од 1813. године. Шкотланђанин Вилијам Хасти предложио је да се очисти простор око свих страна цркве и све до реке Москва: званична комисија, коју су водили Фјодор Ростопчин и Михаил Цицианов пристали су да се очисти само простор између цркве и Лобноје Места. Хастијев план могао је радикално да трансформише град, али је изгубио од опозиције, чије је планове коначно одобрио Александар I у децембру 1817. године (конкретна одлука о чишћењу рушевина око цркве издата је 1816. године).
Ипак, актуелна обнова Џозефа Бова резултирала је чишћењем рушевина, окрешавањем гребена зида Кремља између цркве и реке Москве и стварањем Васиљевског трга (Свети Василије). Црвени трг отворен је до реке. Бова је саградио терасу од каменог зида која је раздвајала цркву од асфалта улице; јужна страна терасе је завршена 1834. године. Мање поправке су настављене до 1848. године, када су куполе добиле своје данашње боје.

### 1890–1914.
Друштва за очување су пратила стање цркве и затражиле погодну рестаурацију током 1880-их и 1890-их година, али је то одложено због недостатка средстава. Црква није имала своју заједницу и могла је да се ослони само на донације које су покренуте кроз јавне кампање; националне власти у Санкт Петербургу и локалне у Москви су одбиле финансирање из државних и општинских буџета. Године 1899. Николај II је невољно признао да је овај трошак неопходан, али опет све укључене државне и општинске канцеларије, укључујући и Светог синода, су одбиле финансирање. Обнова, на челу са Андрејем Павлиновим (умро 1898. године) и Сергејем Соловјевим, се отезала од 1896. до 1909. године; друштва за очување су успела да прикупе, укупно, око 100.000 рубаља.
Рестаурација је почела заменом кровова купола. Соловјев је уклонио лимени покривач главног шатора постављеног 1810. и пронашао да су многе оригиналне плочице нестале, док су друге изгубиле првобитну боју; након дуготрајне расправе, комплетан сет плочица на крову је замењен са новим. Друга сумњива одлука дозвољавала је употребу стандардних цигли које су биле мање од оних првобитних из 16. века. Рестауратори су се сложили да се боје из 19. века морају заменити са "истинитом рекреацијом" историјских образаца, али их је потребно реконструисати и утврдити на основу средњевековних минијатура. На крају, Соловјев и његови сарадници, поставили су комбинацију тамноцрвених са тамнозеленим бојама, које су се задржале до данас.
Године 1908. црква је добила свој први систем грејања, који није добро функционисао због тога што се топлота губила у дугим ваздушним каналима, а загрејавала је само источне и северне цркве. 1913. године комплетирана је са пумпним системом за грејање воде који је служио остатку цркве.

### 1918–1941.
Током Првог светског рата, цркву је предводио протојереј Јован Восторгов, националистички проповедник и један од лидера Савеза руског народа. Восторгов је 1918. године ухапшен од стране бољшевика, под изговором да је "проневерио" национализована црквена имања и погубљен је 1919. године. Црква је кратко била у "личном интересу" Владимир Лењина; а 1923. године постао је јавни музеј, иако су верске службе трајале до 1929. године.
Бољшевици су имали планове и идеје о рушењу цркве после Лењинове сахране (Јануар 1924). У првој половини 1930-их, црква је постала препрека за Стаљинове урбанистичке планове, који је спроводио шеф Москвске странке Лазар Каганович, "покретни дух иза реконструкције главног града". Сукоб између конзерватора, посебно Пјотра Барановског, и администрације трајао је најмање до 1936. године и изазвао урбане легенде. Стаљинов главни планер, архитекта Владимир Семјонов, наводно се усудио да "ухвати Стаљинов лакат када је лидер узео модел цркве да види како би Црвени трг изгледао без ње", и заменио га је са функционером Сергејем Чернишовом. У јесен 1933. године црква је избачена из регистра наслеђа. Барановски је позван, у последњем тренутку, да изврши истраживање цркве која је заказана за рушење, а потом је ухапшен због његових приговора. Док је служио свој мандат у Гулагу, ставови су се променили и до 1937. године су чак и бољшевички планери признали да црква мора да буде поштеђена. У пролеће 1939. године, црква је била закључана, вероватно зато што рушење поново било на дневном реду; Међутим, у детаљној књизи Дмитрија Сухова (објављена 1941. године) о истраживању цркве у периоду од 1939-40. говори се против ове претпоставке.

### Од 1947. године до сада
У првим годинама након Другог светског рата, реноватори су обновили историјске приземне аркаде и стубове које подржава платформа првог спрата, прочистили сводне и кровне плафоне у галеријама и уклонили "неисторијске" мурале уљаних боја из 19. века унутар цркава. Током још једне серија поправки, коју је предводио Николај Соболев у периоду 1954-55. године, обновљена је оригинална боја која имитира циглу и дозволио је рестаураторима да заправо копају унутар старих зидина, откривајући дрвени оквир унутар ње. У 1960-им, лимени кровови купола замењени су бакарним.
Последња серија реновирања завршена је у септембру 2008. године са отварањем обновљеног светилишта Светог Александра Свирског. Зграда се, данас, још увек делимично користи као музеј, али од 1991. године повремено се користи за периодичне услуге од стране Руске православне цркве.

## Реплике
У Јалаинуру у унутрашњој Монголији, близу границе Кине са Русијом, изграђен је модел катедрале Светог Василија Блаженог. У згради се налази музеј науке.